# Чабра
Чабра — река в России, протекает по Кировской, Вологодской и Костромской областям. Устье реки находится в 5,5 км от устья Большого Парюга по правому берегу. Длина реки составляет 50 км, площадь водосборного бассейна — 272 км².
Чабра берёт исток в лесах близ точки, где сходятся Кировская, Вологодская и Костромская область. Первые несколько километров течёт по Опаринскому району Кировской области, частично образуя границу с Вологодской областью, затем около трёх километров по территории Кичменгско-Городецкого района Вологодской области. Всё остальное течение проходит по территории Вохомского района Костромской области.
Чабра течёт по ненаселённому лесу, русло крайне извилистое. Генеральное направление течения — юго-запад. Крупнейшие притоки — Белая Речка (правый); Ракитовка (левый).

## Данные водного реестра
По данным государственного водного реестра России относится к Верхневолжскому бассейновому округу, водохозяйственный участок реки — Ветлуга от истока до города Ветлуга, речной подбассейн реки — Волга от впадения Оки до Куйбышевского водохранилища (без бассейна Суры). Речной бассейн реки — (Верхняя) Волга до Куйбышевского водохранилища (без бассейна Оки).
Код объекта в государственном водном реестре — 08010400112110000041097.